# Teatro San Carlo

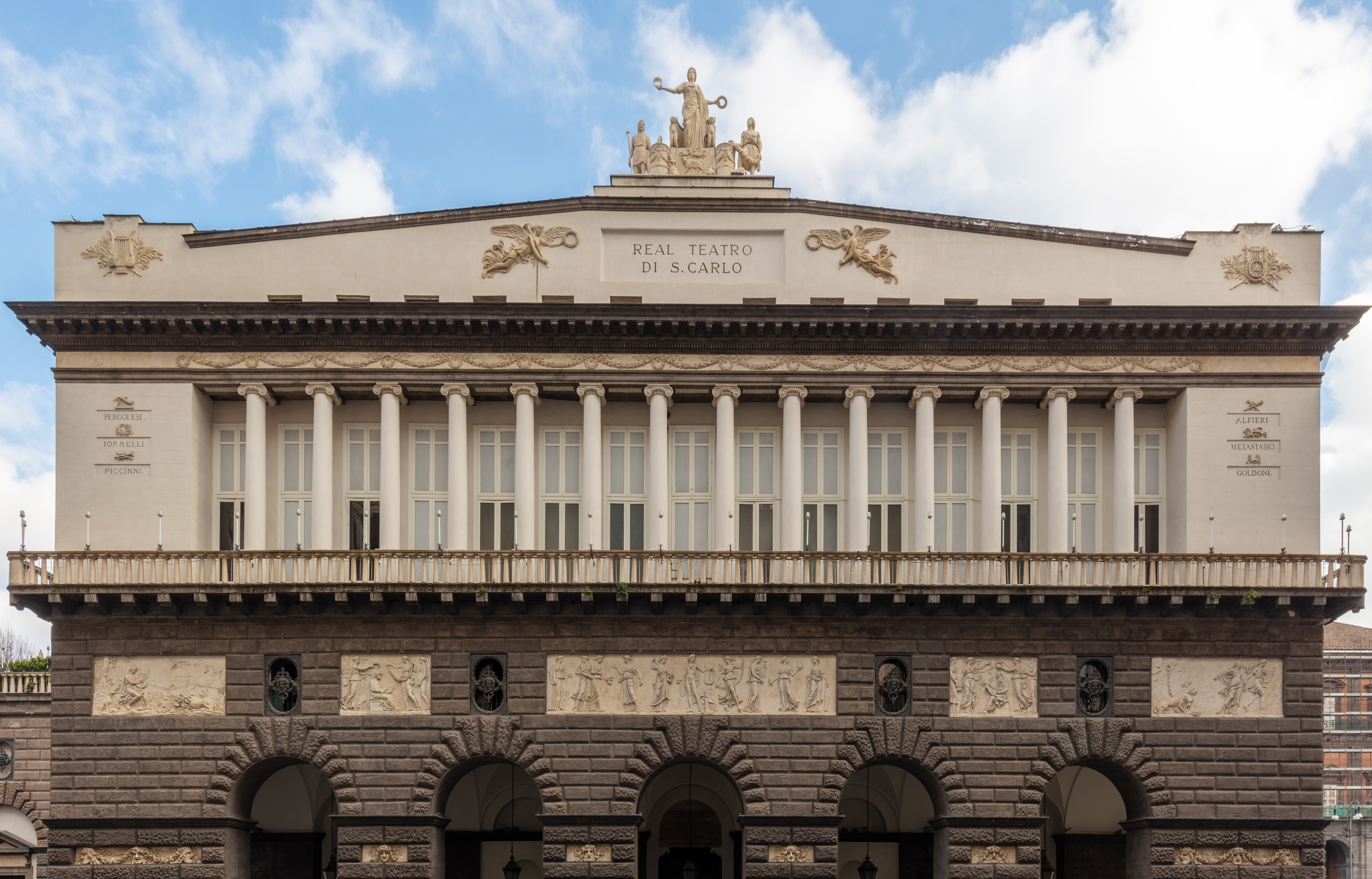
Teatro San Carlo

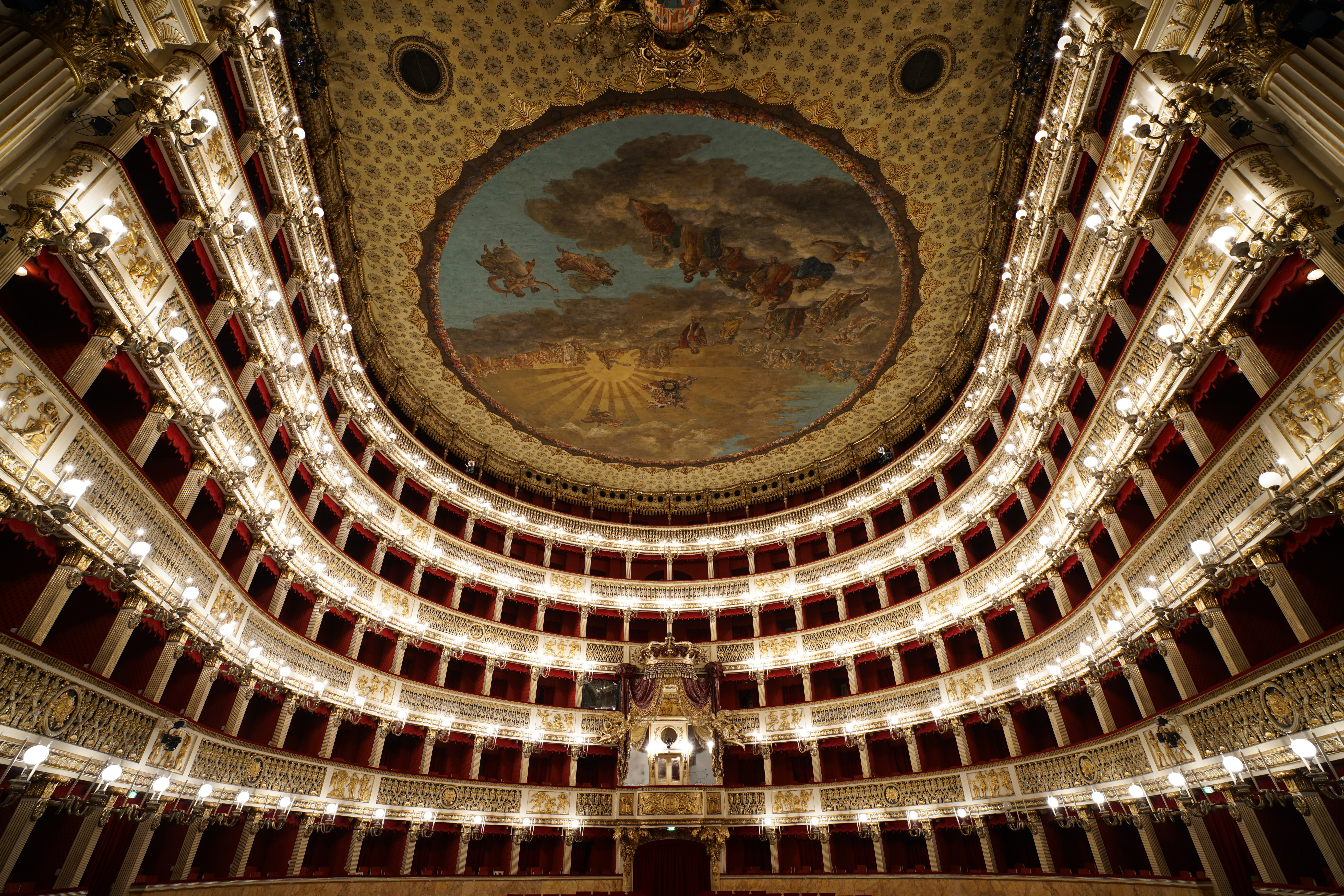
Innenansicht

Das Real Teatro di San Carlo ist das größte Opernhaus in Neapel, Italien. Das geschichtsträchtige Haus war jahrelang die größte und eine der angesehensten Opern Europas. 1737 eröffnet, ist es das älteste aktive Opernhaus der Welt, Jahrzehnte vor dem Teatro alla Scala in Mailand oder dem Teatro La Fenice in Venedig.

## Geschichte
Das Teatro San Carlo wurde 1735 von den Architekten Giovanni Antonio Medrano und Angelo Carasale für den Bourbonenkönig Karl VII. von Neapel konzipiert und errichtet. Der König wollte Neapel mit einem neuen und größeren Theater an Stelle des alten verfallenden Teatro San Bartolomeo von 1621 ausstatten. Das Teatro di San Carlo war jahrelang mit 3.300 Plätzen das größte Opernhaus und, noch vor der Mailänder Scala, das angesehenste Haus in Europa und der Welt und wurde allein schon wegen seiner Architektur und seiner reichen Einrichtung bewundert. Aber auch durch die zahlreichen Uraufführungen von Gioachino Rossini (9 Opern, darunter Otello, Armida, Mosè in Egitto),  Gaetano Donizetti (17 Opern, darunter Lucia di Lammermoor), Giovanni Pacini (17 Opern, darunter L’ultimo giorno di Pompei und Saffo), Vincenzo Bellini (Bianca e Fernando 1826), u. v. a. war das Teatro San Carlo beim Publikum beliebt. Große Tenöre wie Franco Corelli, Galliano Masini, Mario del Monaco, Beniamino Gigli und natürlich Enrico Caruso gehörten zu den Künstlern dieses Hauses.
Das Theater wurde am 4. November 1737 – dem Namenstag des Königs – mit der Aufführung von Domenico Sarros Achille in Sciro eröffnet, der sein Werk zu diesem Anlass selbst dirigierte. Grundlage dieser Oper war ein Libretto von Pietro Metastasio.
Im Februar 1816 zerstörte ein Brand große Teile des Theaters. Für die Instandsetzung und Restaurierung zeichnete der Architekt Antonio Niccolini verantwortlich. Bereits Ende August desselben Jahres konnte Niccolini das Theater – mit klassizistischer Modernisierung – wieder der Öffentlichkeit übergeben.
Am 28. November 1813 wurde hier die Oper Medea in Corinto des deutschen Komponisten Johann Simon Mayr uraufgeführt. Der Schüler Mayrs Gaetano Donizetti erlebte hier am 26. September 1835 die Uraufführung seiner Oper Lucia di Lammermoor. Im März 1904 wurde Siberia von Umberto Giordano als italienische Premiere aufgeführt.
Zuletzt hatte der Franzose Stéphane Lissner die Intendanz inne. Ein vom Kulturminister Gennaro Sangiuliano auf ihn zugeschnittenes Regierungsdekret mit dem Zweck, Lissner aus seiner Funktion zu entfernen, wurde vom Arbeitsgericht Neapel für rechtswidrig erklärt und die Entlassung rückgängig gemacht.

## Chefdirigenten
- Salvatore Accardo (1993–1995)
- Gabriele Ferro (1999–2004)
- Gary Bertini (2004–2005)
- Jeffrey Tate (2005–2010)
- Nicola Luisotti (2012–2014)
- Juraj Valcuha (2016–2022)[3]
- Dan Ettinger (2023–)[4]

## Gastdirigent (Principal Guest Conductor)
- Maurizio Benini (2010-)